# Montesano sulla Marcellana
Montesano sulla Marcellana is een gemeente in de Italiaanse provincie Salerno (regio Campanië) en telt 6937 inwoners (31-12-2004). De oppervlakte bedraagt 109,2 km², de bevolkingsdichtheid is 67 inwoners per km².
De volgende frazioni maken deel uit van de gemeente: Arenabianca, Prato Comune, Montesano Scalo, Tardiano, Magorno.

## Demografie
Montesano sulla Marcellana telt ongeveer 3422 huishoudens. Het aantal inwoners daalde in de periode 1991-2001 met 6,5% volgens cijfers uit de tienjaarlijkse volkstellingen van ISTAT.
| Jaar | Inwoneraantal |
| ---- | ------------- |
| 1991 | 7720          |
| 2001 | 7220          |

## Geografie
Montesano sulla Marcellana grenst aan de volgende gemeenten: Buonabitacolo, Casalbuono, Grumento Nova (PZ), Lagonegro (PZ), Moliterno (PZ), Padula, Sanza, Tramutola (PZ).